# Tráng Thị Xuân
Tráng Thị Xuân (sinh ngày 10 tháng 6 năm 1969) là một nữ chính trị gia người Việt Nam, dân tộc H'Mông. Bà hiện là Phó Chủ tịch thường trực Ủy ban nhân dân tỉnh Sơn La, Ủy viên Ủy ban Quốc phòng và An ninh của Quốc hội khóa 14, đại biểu Quốc hội Việt Nam khóa XIV nhiệm kì 2016-2021, thuộc đoàn đại biểu Quốc hội tỉnh Sơn La. Bà lần đầu trúng cử đại biểu Quốc hội năm 2016 ở đơn vị bầu cử số 3, tỉnh Sơn La gồm có các huyện: Mộc Châu, Vân Hồ, Phù Yên, Bắc Yên. Bà từng giữ Quyền Chủ tịch Ủy ban nhân dân tỉnh Sơn La nhiệm kì 2016-2021 từ ngày 1 tháng 4 năm 2019 đến ngày 12 tháng 6 năm 2019.

## Xuất thân
Tráng Thị Xuân quê quán ở xã Suối Tọ, huyện Phù Yên, tỉnh Sơn La.
Bà hiện cư trú ở Tổ 9, phường Chiềng Lề, thành phố Sơn La, tỉnh Sơn La.

## Giáo dục
- Giáo dục phổ thông: 12/12
- Đại học Kế toán ngân hàng
- Thạc sĩ Quản trị kinh doanh
- Cử nhân lí luận chính trị

## Sự nghiệp
Bà gia nhập Đảng Cộng sản Việt Nam vào ngày 17/02/1996.
Bà từng là đại biểu hội đồng nhân dân tỉnh Sơn La nhiệm kỳ 1999-2004, 2004-2011, 2011-2016.
Khi lần đầu ứng cử đại biểu Quốc hội Việt Nam khóa XIV vào tháng 5 năm 2016 bà đang là Thường vụ Tỉnh ủy, Phó Bí thư Ban cán sự Đảng, Phó Chủ tịch Ủy ban nhân dân tỉnh Sơn La, làm việc ở Ủy ban nhân dân, có bằng Cử nhân lí luận chính trị.
Bà đã trúng cử đại biểu Quốc hội năm 2016 ở đơn vị bầu cử số 3, tỉnh Sơn La gồm có các huyện: Mộc Châu, Vân Hồ, Phù Yên, Bắc Yên, được 170.527 phiếu, đạt tỷ lệ 77,23% số phiếu hợp lệ.
Bà là Ủy viên Ủy ban Quốc phòng và An ninh của Quốc hội Việt Nam khóa 14.
Từ ngày 1 tháng 3 năm 2019, bà Tráng Thị Xuân, Phó Chủ tịch Thường trực UBND tỉnh Sơn La, được giao điều hành hoạt động và các nhiệm vụ của Chủ tịch UBND tỉnh Sơn La thay ông Cầm Ngọc Minh vừa nghỉ hưu.